# Kálnica
Kálnica (em húngaro: Kalános) é um município da Eslováquia, situado no distrito de Nové Mesto nad Váhom, na região de Trenčín. Tem 26,4 km² de área e sua população em 2018 foi estimada em 1.054 habitantes.

## Demografia
| Ano:        | 1994 | 2004   | 2014   | 2024   |
| ----------- | ---- | ------ | ------ | ------ |
| Broj ljudi: | 986  | 1047   | 1033   | 995    |
| Razlika:    |      | +6,18% | -1,33% | -3,67% |

| Ano:               | 2023 | 2024   |
| ------------------ | ---- | ------ |
| Número de pessoas: | 1006 | 995    |
| Diferença:         |      | -1,09% |